# Campodorus semipunctus
Campodorus semipunctus là một loài tò vò trong họ Ichneumonidae.